# Хахлов, Венедикт Андреевич
Венедикт Андреевич Хахлов (11 марта (23 марта) 1894, Зайсан — 18 июня 1972 года, Томск) — советский учёный-геолог. Заслуженный профессор Томского университета. Заслуженный деятель науки и техники РСФСР (1960).

## Биография
Родился в многодетной семье (семь братьев и две сестры) Андрея Степановича Хахлова, происходившего из казаков станицы Барнаул, переводчика с киргиз-кайсакского (казахского) языка, одного из первых поселенцев Зайсана на китайской границе. А. С. Хахлов состоял действительным членом Западно-Сибирского отдела Русского географического общества с 1883 года, как учёный-натуралист сотрудничал с музеями Петербурга, Омска и Барнаула, был близко знаком с Н. М. Пржевальским, Г. Н. Потаниным, В. И. Роборовским, М. В. Певцовым, П. П. Сушкиным, А. Н. Седельниковым и другими видными русскими учёными, консультировал известного зоолога и писателя-натуралиста А. Э. Брема и немецкого учёного О. Финша, путешествовавших по Северо-Западному Туркестану и Западной Сибири в 1876 году, занимаясь пчеловодством изобрёл улья собственной системы.
В начале 1900-х годов старшие сыновья вместе с матерью, Еленой Владимировной, переехали в Томск для получения образования. Ведедикт и Виталий (1890—1983) Хахловы впоследствии стали профессорами Томского университета, Леонид Хахлов окончил Московский университет, работал в Германии как микробиолог и иммунолог, затем — в Пастеровском институте в Париже, умер во Франции в 1957 году, Геннадий Хахлов стал профессиональным художником.
Венедикт окончил Томскую мужскую гимназию (1912) и поступил на горный факультет Томского технологического института. Имел перерывы в учёбе в связи с мобилизацией в армию, первый раз — в июне 1916 года; прошёл кратковременную подготовку в Иркутском военном училище, в декабре того же года выдержал экзамены в инженерное военное училище в Петрограде; в мае 1917 году получил направление в действующую армию, служил Северном фронте, командир дорожно-мостовой роты, подпоручик инженерных войск; демобилизовавшись в феврале 1918 года, возвратился к учёбе в институте, но уже в июле был призван вторично — в белую армию, служил в Томске в Сибирской инженерном дивизионе, адъютант; после восстановления в Томске советской власти прошёл проверку особым отделом 5-й армии и в декабре 1919 года смог приступить к учебным занятиям. Среди преподававших ему профессоров вспоминал М. А. Усова, «по горному искусству» Н. С. Пенна, по металлургии золота профессора В. Я. Мостовича. В 1921 году окончил институт, дипломную работу «Об остатках девонских растений озера Балхаш» выполнил под руководством М. А. Усова.
Работал в Технологическом институте до 1923 года. В 1923 году перешёл в Томский университет, ассистент, с 1924 года — доцент, возглавил кафедру геологии, с 1929 года — профессор. Заместитель декана физико-математического факультета (1925—1928), председатель предметной комиссии по геоминералогии и комиссии по летней производственной практике (1926—1928), секретарь (декан) факультета (1927—1928), с 1930 года — председатель производственной комиссии по геолого-географическому отделению и исполняющий обязанности заведующего геолого-географического отделения.
Один из организаторов Сибирского горного института (СибГРИ), и. о. директора, с 1 июля 1930 по 5 января 1932 года — помощник директора по научной и учебной части. С 1 апреля 1933 года — профессор по кафедре палеонтологии, одновременно — заведующий кафедрой геологии на горном и маркшейдерском отделениях.
1 января 1934 года возглавил кафедру исторической геологии и палеонтологии (21 января 1938 года преобразованной в кафедру палеонтологии) Томского университета. Одновременно с 3 октября 1933 года — заведующий геологическим кабинетом. с 15 мая по 14 октября 1933 года и с 1 августа 1934 по 1939 год — декан геолого-почвенно-географического факультета. Активный участник создания при кафедре геологии кабинеты (в дальнейшем — самостоятельные кафедры палеонтологии, исторической геологии, петрографии, общей и динамической геологии). 29 июня 1938 года В. А. Хахлову присвоена степень доктора геолого-минералогических наук без защиты диссертации.
В годы Великой Отечественной войны выполнил первую государственную геологическую съемку северной половины Томской области.
20 апреля 1949 года был арестован по «красноярскому делу» геологов, по обвинению в «подрыве государственной промышленности» был осужден по статье 58 п. 7 на 10 лет. В заключении находился в Норильском лагере, до января 1951 года на общих работах, затем был переведён на подконвойную работу по специальности, геотехник по углю в Геологическом управлении, занимался подсчётом запасов Кайерканского месторождения. Кроме того, собирал палеонтологические коллекции, составил пособие по палеоботанике, организовал курсы для геологов полевых партий по палеоботанике и стратиграфии северо-запада Сибирской платформы.
В апреле 1954 года был освобождён из заключения определением Военной коллегии Верховного Суда СССР за недоказанностью состава преступления. В том же году восстановлен в должности профессора, с 28 мая вновь возглавил кафедру палеонтологии, руководство которой продолжал до 1 февраля 1972 года, сотрудничал на кафедре до своей кончины.
В последние годы жизни тяжело болел, ему ампутировали правую ногу выше колена.

## Научные интересы
Создал школу палеонтологов и геологов-стратиграфов.

## Память
В Томском университете имя А. В. Хахлова носит Палеонтологический музей

## Семья
Жена — Тамара Алексеевна Монюкова (1896—1971),
сын Борис (1921—1942), участник обороны Москвы, командир роты, пропал без вести в ходе боев под Москвой.
сын Вадим (1926—1991), участник Великой Отечественной войны, вернулся в Томск после ранения, окончил ТГУ (1950), работал старшим геологом в тресте строительных материалов; окончил аспирантуру, кандидат геол.-минерал. наук, работал ассистентом, затем — доцентом на кафедре петрографии ГГФ ТГУ. Трагически погиб.

## Увлечения
В годы войны селекционировал помидоры.
Разводил розы в открытом грунте (испытал 400 сортов), рисовал, обладал лирическим тенором и исполнял старинные русские романсы.

## Адреса в Томске
улица Никитина, д. 24 (в настоящее время утрачен) 